# Championnat du monde de snooker 1970
Navigation
Édition précédente Édition suivante
Le championnat du monde de snooker 1970 s'est déroulé au Victoria Hall de Londres.

## Tableau final
|  | Quart de finale Au meilleur des 61 frames             | Quart de finale Au meilleur des 61 frames | Quart de finale Au meilleur des 61 frames |  |  | Demi-finale Au meilleur des 73 frames | Demi-finale Au meilleur des 73 frames | Demi-finale Au meilleur des 73 frames |    |                           | Finale Au meilleur des 73 frames | Finale Au meilleur des 73 frames | Finale Au meilleur des 73 frames |
|  |                                                       |                                           |                                           |  |  |                                       |                                       |                                       |    |                           |                                  |                                  |                                  |
|  | Drapeau de l'Angleterre                               | John Spencer                              | 31                                        |  |  |                                       |                                       |                                       |    |                           |                                  |                                  |                                  |
|  | Drapeau de l'Irlande du Nord (drapeau du Royaume-Uni) | Jackie Rea                                | 15                                        |  |  | Drapeau de l'Angleterre               | John Spencer                          | 33                                    |    |                           |                                  |                                  |                                  |
|  | Drapeau du pays de Galles                             | Ray Reardon                               | 31                                        |  |  | Drapeau du pays de Galles             | Ray Reardon                           | 37                                    |    |                           |                                  |                                  |                                  |
|  | Drapeau de l'Angleterre                               | Fred Davis                                | 26                                        |  |  |                                       |                                       |                                       |    | Drapeau du pays de Galles | Ray Reardon                      | 37                               |                                  |
|  | Drapeau du pays de Galles                             | Gary Owen                                 | 31                                        |  |  |                                       | Drapeau de l'Angleterre               | John Pulman                           | 33 |                           |                                  |                                  |                                  |
|  | Drapeau de l'Angleterre                               | Rex Williams                              | 11                                        |  |  | Drapeau du pays de Galles             | Gary Owen                             | 12                                    |    |                           |                                  |                                  |                                  |
|  | Drapeau de l'Angleterre                               | John Pulman                               | 31                                        |  |  | Drapeau de l'Angleterre               | John Pulman                           | 37                                    |    |                           |                                  |                                  |                                  |
|  | Drapeau de l'Angleterre                               | David Taylor                              | 20                                        |  |  |                                       |                                       |                                       |    |                           |                                  |                                  |                                  |
|  |                                                       |                                           |                                           |  |  |                                       |                                       |                                       |    |                           |                                  |                                  |                                  |
|  |                                                       |                                           |                                           |  |  |                                       |                                       |                                       |    |                           |                                  |                                  |                                  |